# United Dead Artists
United Dead Artists est une marque d'édition française qui se consacre principalement à l'édition de livres d'images destinés aux adultes (mais pas seulement). Elle appartient à l'association Chacal Puant.
Les publications d'United Dead Artists reflètent l'éclectisme et les gouts singuliers de son éditeur : le dessinateur Stéphane Blanquet. Porté par le plaisir de surprendre, United Dead Artist procède souvent par énigme (publication sans titre et textes apparents).

## Historique
La maison d'édition a été fondée en 2000 par Stéphane Blanquet, Olive et Omer Pesquer.
Une date importante dans la vie des éditions United Dead Artists est la publication du premier numéro du Muscle Carabine en 2007, revue visuelle au format 30x40cm. Suivront plusieurs ouvrages d'artistes au même format (indiqué ci-dessous par la mention FMC). 
En 2012 (du 7 septembre au 6 octobre), la galerie Arts Factory présente l'exposition "United Dead Artists / 400 dessins à vif !" 
Les publications d'United Dead Artists sont diffusées par Les Presses du Réel.

## Ouvrages
- La caverne sentimentale, Anne Van der Linden, 2000
- Baies des Bois, Anna Sommer, 2002
- Les Gens des Bois, Stéphane Blanquet, 2003
- Pet Pride (dépliant), Diego Fermin, 2003
- Pâte & Ouate (dépliant), Olive, 2003
- Larmes de crocrodile (dépliant), Olive, 2003
- Suture à Point, Noémie Barsolle, 2004
- Permagel, Charles Burns, 2008 (FMC)
- Callipyge, Namio Harukawa , 2009 (FMC)
- To kick a wind to, Hipkiss, 2009 (FMC)
- Grossesse Nerveuse, Daisuke Ichiba, 2009 (FMC)
- Le Muscle du Sommeil, Gilles Berquet, 2010 (FMC)
- Rebonjour, Roland Topor, 2010 (FMC)
- Brut de Carnet, Laurent Lolmède, 2010
- Reborn Again, Blexbolex + Stefanie Schilling, 2010
- La passion du bois, Frédéric Fleury, 2010
- Brut de Comix, Laurent Lolmède, 2010
- Bêtes à Bon Dieu, Anne Van der Linden, 2011
- The Land Unknown, Gary Panter, 2011
- The Wrong Box, Gary Panter, 2011
- Sous ta barbe mon âme est morte, Aurélie William-Levaux, 2011
- Haldernablou, Alfred Jarry & Tom de Pékin, 2011
- La révolution triste, Loulou Picasso, 2011 (FMC)
- RUDEMETALMONSTERS, Francesco Defourny, 2011
- The Dolls Weekly and the Crawlee Things, Rory Hayes, 2012
- Porte 8, Marie L, 2012
- Vertige, Helge Reumann & Gunnar Lundkvist , 2012
- Goudron Pavés, Laurent Lolmède , 2012 (FMC)
- Let's go!, Jad Fair, 2012
- The Horse With No Name Is A Horse With No Shame, Aleksandra Waliszewska , 2012
- Maxi Cula , Namio Harukawa , 2012
- La recherche, Olivia Clavel , 2012
- Romance Mûre, Daisuke Ichiba , 2012
- Le Lac Sombre, Tom de Pékin , 2013
- Rendez vous Moi en Toi, Stéphane Blanquet , 2013
- Surin, Caroline Sury, 2013
- Sexy Guns, Helge Reumann, 2014
- Haritsuke, Wataru Kasahara, 2014
- Birth and Death Bridge, Keiichi Tanaami, 2014
- Souffle d'écho, Christelle Enault, 2014
- Dommage Fromage, Amandine Urruty, 2014
- BLEU /BLANC / ROUGE, Pyon, 2014
- Branle des os, Marc Brunier, 2014
- Carnage intime, Anne Van Der Linden, 2014
- Fruits, Jérome Zonder, 2015
- Jalouses, The PIT, 2015
- Biglouche, Arnaud Loumeau, 2015
- A l'aveugle, Julien Brunet
- Un monsieur tout esquinté, Roland TOPOR et Nicolas TOPOR,
- Paradise of eyes, Keiichi Tanaami
- The Party, Amandine Urruty, 2018
- Brut d'Actu #1, Laurent Lolmède, 2018
- Carnet d'hiver 2017, Stéphane Blanquet, 2018
- Carnet de trains, Stéphane Blanquet, 2018

## Revues
- Le Muscle Carabine #1, collectif, 2007
- Le Muscle Carabine #2, collectif, 2008
- Le Tendon Revolver #1, collectif, 2008
- Le Muscle Carabine #3, collectif, 2009
- Le Tendon Revolver #2, collectif, 2009
- Le Tendon Revolver #3, collectif, 2009
- Viande de Chevet, collectif, 2010
- La Tranchée Racine #1, collectif 2011
- La Tranchée Racine #2, collectif 2012
- La Tranchée Racine #2 BIS, collectif 2012
- La Tranchée Racine #3, collectif 2012
- La Tranchée Racine #4, collectif
- La Tranchée Racine #5, collectif
- La Tranchée Racine #6, collectif
- La Tranchée Racine #7, collectif
- La Tranchée Racine #7 BIS, collectif
- RECTO FACIAL VERSO VERTÈBRE, Collectif
- La Tranchée Racine #8, collectif
- La Tranchée Racine, spécial étrange festival, collectif